# Tampaongo
Tampaongo est une localité située dans le département d'Absouya de la province du Bassitenga dans la région de Oubri au Burkina Faso.

## Économie
Tampaongo accueille un marché à dimension locale dans le commune d'Absouya.

## Santé et éducation
Le centre de soins le plus proche de Tampaongo est le centre de santé et de promotion sociale (CSPS) d'Absouya tandis que le centre médical avec antenne chirurgicale (CMA) de la province se trouve à Ziniaré.
Le village possède une école primaire publique.